# Ukrainische Botschaft in Madrid

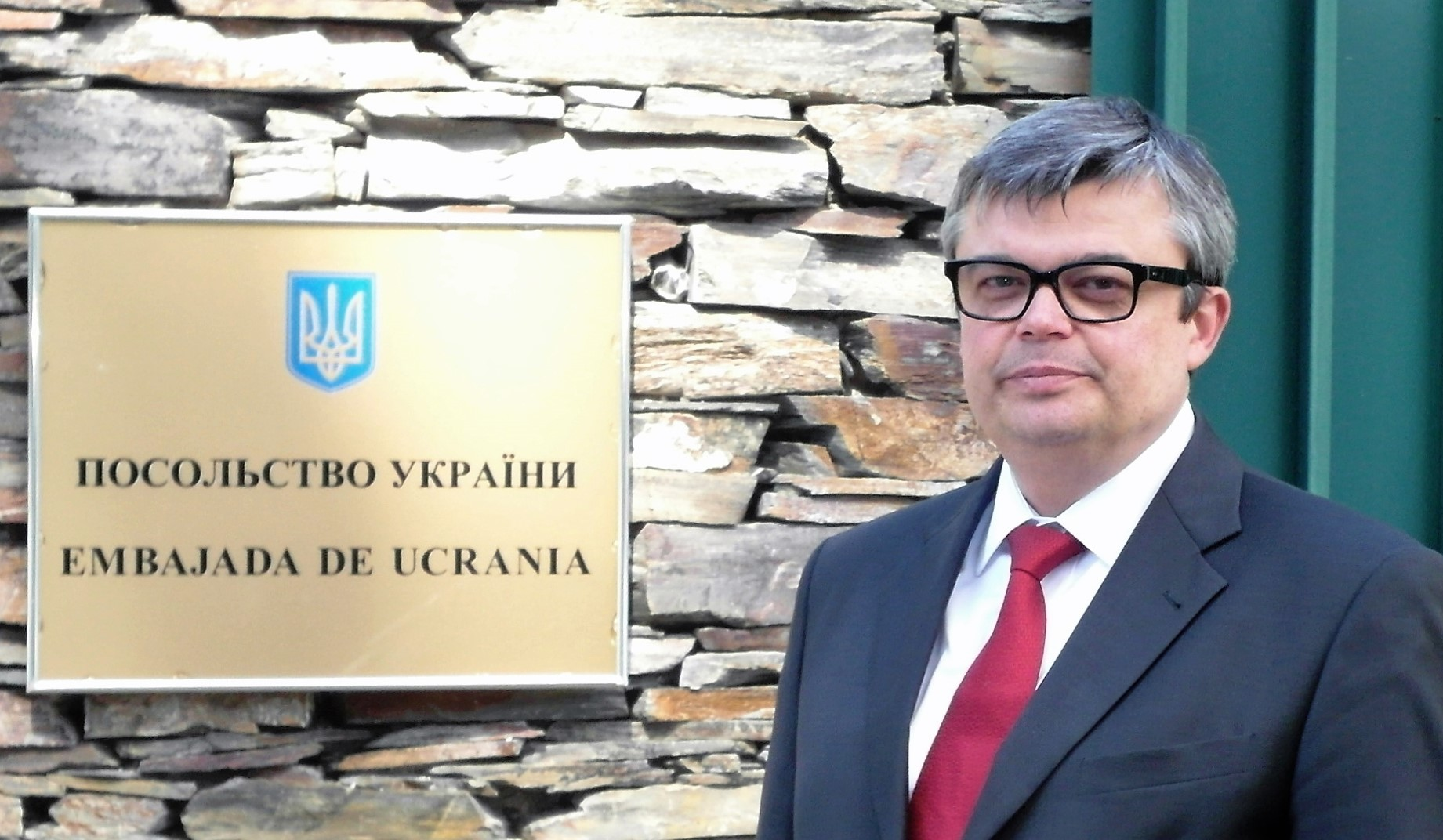
Serhij Pohorelzew, Botschafter seit 2020, 2012–2016

Die Ukrainische Botschaft in Madrid ist die diplomatische Vertretung der Ukraine in Spanien. Das Botschaftsgebäude befindet sich in der Ronda de la Abubilla 52 in Madrid. Ukrainischer Botschafter in Spanien ist seit 2020 Serhij Pohorelzew.

## Geschichte
Mit dem Zerfall des Zarenreichs entstand 1918 erstmals ein ukrainischer Nationalstaat. Das Königreich Spanien erkannte den Ukrainischen Staat an. Mykola Schrah wurde 1918 zum ersten diplomatischen Vertreter der Ukraine in Spanien ernannt. Im Russischen Bürgerkrieg eroberte die Rote Armee den größten Teil der Ukraine und diese wurde als Ukrainische Sozialistische Sowjetrepublik in die Sowjetunion eingegliedert.
Nach dem Zerfall der Sowjetunion erklärte sich die Ukraine im Dezember 1991 für unabhängig. Spanien hat die Ukraine am 31. Dezember 1991 anerkannt. Die diplomatischen Beziehungen wurden am 30. Januar 1992 aufgenommen und im Juni 1995 die Botschaft in Madrid eröffnet. Der erste Botschafter war Jurij Kostenko. Seit 2020 ist Serhij Pohorelzew ukrainischer Botschafter in Spanien, nach seiner ersten Akkreditierung in den Jahren von 2012 bis 2016.
Die diplomatischen Beziehungen zu Andorra wurden 2008 aufgenommen. Ukraine richtete als siebtes Land ein Honorarkonsulat in Andorra ein. Die Botschafter in Madrid werden dort als nichtresidierende Botschafter akkreditiert.

## Konsulareinrichtungen der Ukraine in Spanien

Ukrainische Konsularbezirke in Spanien

- Konsularabteilung der Botschaft der Ukraine in Madrid
- Generalkonsulat in Barcelona
- Konsulat in Málaga

Spanien ist entsprechend in drei Konsularbezirke eingeteilt.

## Botschaftsgebäude in Madrid
Sitz der Botschaft ist eine Villa in der Ronda de la Abubilla 52 im Nordwesten der spanischen Hauptstadt.

## Botschafter der Ukraine in Spanien
- Mykola Illitsch Schrah (Missionschef, 1918–?)

- Oleksandr Hnjedych (1995–1997)
- Oleksandr Taranenko (1997–2004)
- Oleh Wlassenko (2004–2006)
- Anatolij Schtscherba (2006–2012)
- Wolodymyr Krassiltschuk (2012)
- Serhij Pohorelzew (2012–2016)
- Anatolij Schtscherba (2016–2020)
- Serhij Pohorelzew (2020–)